# 夜上海 (1938年電影)
《夜上海》（英語：Shadows Over Shanghai）是一部於1938年上映的美国劇情片，該影片由查尔斯·拉蒙特执导，詹姆斯·杜恩、拉尔夫·摩根、罗伯特·巴拉特和保罗·萨顿等人主演。該影片以中国抗日战争期间的上海市為背景。上海遭到日軍轟炸的真實場景曾在影片中出現。